# Giải Sakurai

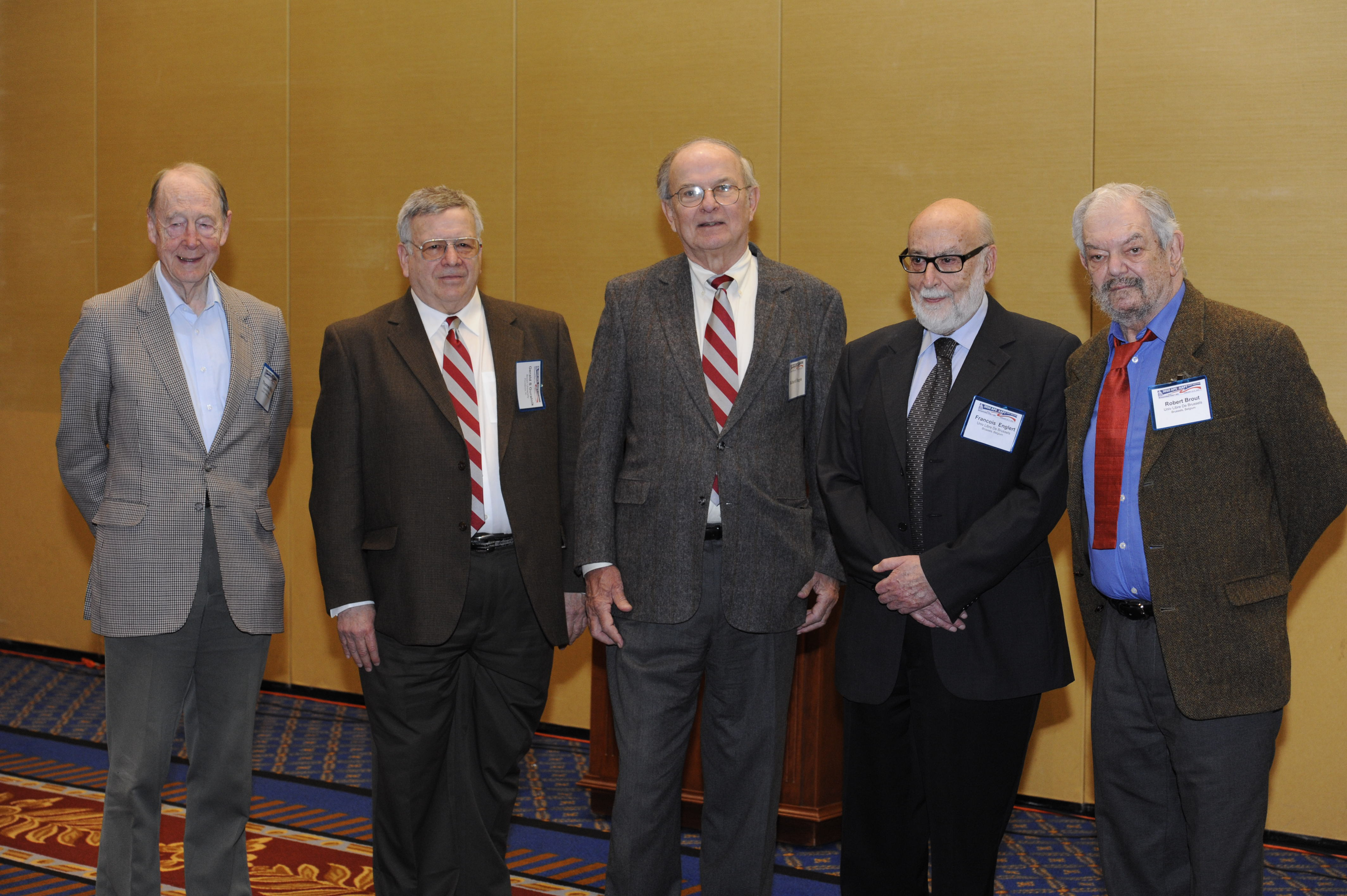
Các người đoạt giải Sakurai năm 2010 - Kibble, Guralnik, Hagen, Englert và Brout

Giải Sakurai (tên chính thức là J. J. Sakurai Prize for Theoretical Particle Physics) là một giải thưởng hàng năm của Hội Vật lý Hoa Kỳ được trao trong "Kỳ họp thường niên tháng Tư" của hội, bắt đầu từ năm 1985, để vinh danh các thành tựu xuất sắc trong khoa Vật lý lý thuyết, đặc biệt là Vật lý hạt.
Giải này được coi là một trong các giải có uy tín nhất về Vật lý học, bao gồm một khoản tiền 10.000 dollar Mỹ, một giấy chứng nhận công trình đóng góp và khoản phí tổn cho người đoạt giải tới dự buổi lễ trao giải.
Giải này được thành lập năm 1984 mang tên nhà vật lý Jun John Sakurai và do gia đình cùng các bạn của Sakurai quyên tặng.

## Các người đoạt giải
- 1985 Toshihide Maskawa và Makoto Kobayashi
- 1986 David Gross, David Politzer và Frank Wilczek
- 1987 Luciano Maiani và John Iliopoulos
- 1988 Stephen Adler
- 1989 Nicola Cabibbo
- 1990 Tōichirō Kinoshita
- 1991 Wladimir Naumowitsch Gribow
- 1992 Lincoln Wolfenstein
- 1993 Mary Gaillard
- 1994 Yōichirō Nambu
- 1995 Howard Georgi
- 1996 William Bardeen
- 1997 Thomas Appelquist
- 1998 Leonard Susskind
- 1999 Michail Schifman, Arkady Vainshtein và Walentin Iwanowitsch Sacharow
- 2000 Curtis Callan
- 2001 Nathan Isgur, Michail Woloschin và Mark Wise
- 2002 William Marciano và Alberto Sirlin
- 2003 Alfred Mueller và George Sterman
- 2004 Ikaros Bigi và Anthony Ichirō Sanda
- 2005 Susumu Ōkubo
- 2006 Savas Dimopoulos
- 2007 Stanley Brodsky
- 2008 Alexei Jurjewitsch Smirnow và Stanislaw Pawlowitsch Michejew
- 2009 Davison Soper, John Clements Collins và Richard Keith Ellis
- 2010 Robert Brout, François Englert, Gerald Guralnik, Carl R. Hagen, Peter Higgs và T. W. B. Kibble
- 2011 Chris Quigg, Estia Eichten, Ian Hinchliffe và Kenneth Lane
- 2012 Bryan Webber, Guido Altarelli và Torbjörn Sjöstrand
- 2013 Roberto Peccei và Helen Quinn
- 2014 Zvi Bern, Lance J. Dixon và David A. Kosower
- 2015 George Zweig